# Appietto
Pour les articles homonymes, voir Appietto (homonymie).
Appietto est une commune française, située dans la circonscription départementale de la Corse-du-Sud et le territoire de la collectivité de Corse.

## Géographie

### Localisation
Appietto est une commune située dans la microrégion de la Cinarca, à moins de 10 kilomètres (distance orthodromique) au nord d'Ajaccio, possédant une façade maritime dans le golfe de Sagone. Au XVIe siècle, la communauté était le centre de la piève d'Apieto, dans le preside d'Ajaccio.

### Géologie et relief
Le territoire communal s'étend sur 34,41 km2, s'étalant sur les flancs occidentaux de la Punta Pastinaca (800 m), depuis les contreforts du Rocher des Gozzi (716 m), jusqu'à la mer, dans le golfe de Lava, subdivision de la rive sud du golfe de Sagone. Il occupe le vallon du Lava, soit le bassin versant du ruisseau de Lava (fiume di Lava).
Ce territoire est délimité :
- au nord, par une ligne de crête partant de la côte (Marina Salvâtica), passant par Punta Scarpentana (182 m), Punta Scopa (305 m), le flanc sud du monte Sant'Agnellu (347 m), Foce di Cuglia (232 m), Capu di u monte (434 m), Punta Vida (469 m), Bocca San Bastiano (411 m), Punta Mulendinu (636 m), une borne à 684 m d'altitude dominant Bocca di Capanella, Punta San Sisto (876 m), puis se dirigeant vers Punta di Montalbi (« à cheval » sur Calcatoggio, Sant'Andréa-d'Orcino et Valle-di-Mezzana) ;
- à l'est, depuis un point de la crête précitée, proche d'environ 200 m d'un dolmen (Calcatoggio), la démarcation se dirige S-SE vers la barre rocheuse des Gozzi, déclinant jusqu'au lit du ruisseau de Tinturaggio avant de remonter à 615 m sur les flancs du Monte Pianu puis suivre le cours du ruisseau de Mandriolo naissant ;
- au sud, à partir du ruisseau de Mandriolo, la démarcation est matérialisée par une ligne de crête passant par le Rocher des Gozzi (716 m) puis déclinant en direction du sud à partir d'une altitude de (452 m), jusqu'à proximité de la confluence du ruisseau de Cavallu Mortu et du ruisseau de Stagnolu, aux ruines d'Acqua Batente. La démarcation remonte alors le cours du Cavallu Mortu (affluent de la rivière Gravona), puis celui de son confluent le ruisseau de Pichio avant de rejoindre une ligne de crête au lieu-dit San Dionisu comportant Cima di Cocovoni (400 m), puis passant par bocca di Carbinica (289 m), Punta Ficcagiola (443 m) jusqu'au lit du ruisseau de Lorriagiu, suivre une partie de son cours avant d'atteindre la mer au lieu-dit Tamaricciu ;
- à l'ouest, se trouve la façade maritime, soit environ 3,5 km de côtes ne comportant qu'une seule de sable, la plage de Lava au fond du golfe éponyme partagée avec Alata.

### Hydrographie
Le ruisseau de Lava  est le principal cours d'eau d'Appietto. Long de 12,6 km, il prend sa source sous Bocca a Foce, col à 664 m d'altitude, au milieu d'une petite ligne de crête reliant deux lignes de crête plus importantes et qui délimitent la commune au nord et au sud. Le ruisseau de Lava reçoit les eaux d'une kyrielle de rus sans nom pour la plupart ; les principaux sont le ruisseau de Verginaccia (rd) et le ruisseau de Loriaggiu (rg), peu avant l'embouchure au nord de la plage de Lava partagée entre Appietto et Alata.

## Urbanisme

### Typologie
Au 1er janvier 2024, Appietto est catégorisée commune rurale à habitat dispersé, selon la nouvelle grille communale de densité à sept niveaux définie par l'Insee en 2022.
Elle appartient à l'unité urbaine d'Ajaccio, une agglomération intra-départementale regroupant cinq  communes, dont elle est une commune de la banlieue,,. Par ailleurs la commune fait partie de l'aire d'attraction d'Ajaccio, dont elle est une commune de la couronne,. Cette aire, qui regroupe 79 communes, est catégorisée dans les aires de 50 000 à moins de 200 000 habitants,.
La commune, bordée par la mer Méditerranée, est également une commune littorale au sens de la loi du 3 janvier 1986, dite loi littoral. Des dispositions spécifiques d’urbanisme s’y appliquent dès lors afin de préserver les espaces naturels, les sites, les paysages et l’équilibre écologique du littoral, tel le principe d'inconstructibilité, en dehors des espaces urbanisés, sur la bande littorale des 100 mètres, ou plus si le plan local d’urbanisme le prévoit.

### Occupation des sols
L'occupation des sols de la commune, telle qu'elle ressort de la base de données européenne d’occupation biophysique des sols Corine Land Cover (CLC), est marquée par l'importance des forêts et milieux semi-naturels (83,9 % en 2018), néanmoins en diminution par rapport à 1990 (86,6 %). La répartition détaillée en 2018 est la suivante : 
milieux à végétation arbustive et/ou herbacée (69,6 %), espaces ouverts, sans ou avec peu de végétation (13,8 %), prairies (6,5 %), zones agricoles hétérogènes (5,4 %), zones urbanisées (4,2 %), forêts (0,5 %). L'évolution de l’occupation des sols de la commune et de ses infrastructures peut être observée sur les différentes représentations cartographiques du territoire : la carte de Cassini (XVIIIe siècle), la carte d'état-major (1820-1866) et les cartes ou photos aériennes de l'IGN pour la période actuelle (1950 à aujourd'hui).

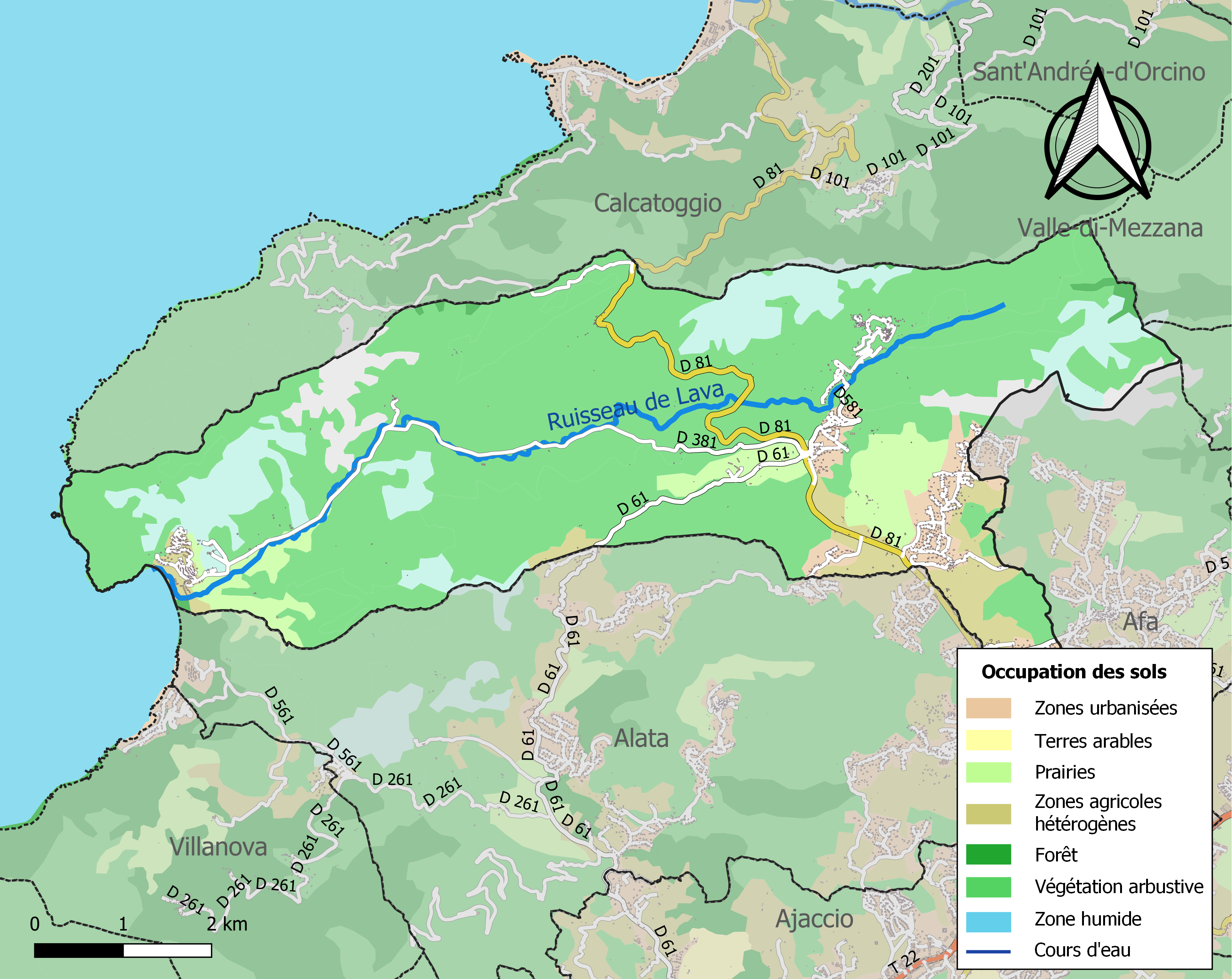
Carte des infrastructures et de l'occupation des sols de la commune en 2018 (CLC).

### Hameaux
Le village historique, composé de la Teppa, la Piuvanaccia et le Marchesaccio (Marchisacciu), culmine à 480 m d'altitude, alors que le reste de la commune se compose de hameaux anciens (Volpaja, Lava, Listincone, Picchio, Piscia Rossa) et de plusieurs lotissements récents (Orsala - Monte Nebbio (de nebbula qui signifie brume), Chiosu Vecchiu, Vanghone, Filletta).

## Toponymie
La commune se nomme Appiettu en langue corse.
Parmi les lieux-dits se trouvent : 
- Monte Nebbio, désignant un lieu passablement humide et brumeux (ce qui se vérifie en période hivernale) ;
- Volpaghja ;
- Pisciarossa.

## Histoire

### Préhistoire
Le territoire actuel de la commune est l'objet d'occupations dès la Préhistoire, comme en font foi les recherches archéologiques conduites sur le site de Ciutulaghja, complexe funéraire mégalithique de la fin du IVe millénaire avant notre ère. Les données attestent de l’installation des communautés agro-pastorales durant cette période. Des campagnes de prospections-inventaires menées ont par ailleurs permis de recenser une quarantaine de sites datant du Néolithiques à l’Âge du Bronze (2000- 800 av. J.-C.).

### Moyen Âge
Le terroir d’Appietto possède également trace d’un riche passé médiéval. Le paysage se structure sous l'impulsion des seigneuries locales par l’intermédiaire d’un réseau de chapelles et de fortifications. Au sommet du Mont Gozzi, les vestiges du castellu et de sa chapelle castrale, ceux de la tour de Terra Mozza rappellent les luttes entre suzerains et vassaux comme elles marquent aussi le refus de la suzeraineté génoise ; dans « Héros corses du Moyen Âge ».

### Temps modernes
Au début du XVIe siècle, Apieto était une piève et une communauté de même nom qui comptait environ 50 habitants vers 1520.
San Chirgu fait office d’église principale (ou piévane) jusqu’à la construction d’une nouvelle église dédiée à santa Maria Assunta en 1532. À cette époque, le village se développe en deux agglomérations principales : Marchisacciu et Teppa. La communauté compte 156 feux en 1537 et dans les années 1560, les podestats deviennent les élus de la communauté.
- 1566 - Lardacciu d’Appietto, un des lieutenants de Sampiero Corso, ennemi des Génois, se repentit et entre au service de Gênes. Après la mort du « condottiere » en 1567, il décide de rejoindre les troupes d'Alphonse d'Ornano, fils de Sampiero.
- 1768 - Avec le passage sous administration française, Apietto est dans la piève d'Ajaccio.
- 1769 - Sous les ordres de Charles Louis de Marbeuf, le comte de Jean-François de Narbonne-Pelet est responsable de la garnison d'Ajaccio ; ce descendant de Sampiero Corso campe sur le monte Nebbio pour conduire le siège d'Appietto et combattre les armées paolistes (les nazunali du dilà)[11]. Ses troupes mettent feu au village d'Afa.
- 1789 - La Corse appartient au royaume de France. Survient la Révolution française qui supprime les juridictions royales. La Constituante divise la France en 83 départements.
- 1790 - Le département de Corse est créé avec Bastia pour préfecture. Apietto qui était dans la piève d'Ajaccio, se retrouve dans le canton d'Ajaccio.
- 1791 - Corte est le chef-lieu du département et le siège de l’évêché fixé à Aiaccio.
- 1793 - An II. La Convention divise l'île en deux départements : El Golo (l'actuelle Haute-Corse) et Liamone (l'actuelle Corse-du-Sud) sont créés. La commune qui porte le nom de Appietto, passe du canton d'Ajaccio à celui de Mezzana, dans le district d'Ajaccio et dans le département du Liamone.
- 1801 - Sous le Consulat[Note 4], au Bulletin des Lois, la commune d'Appietto est dans le canton d'Orcino, arrondissement d'Ajaccio, et le département du Liamone.
- 1811 - Les départements d'El Golo et du Liamone sont fusionnés pour former le département de Corse.
- 1828 - Appietto passe du canton d'Orcino à celui de Sari-d'Orcino.
- 1859 - Appietto est dans le canton d'Ajaccio[12].
- 1886 - La première traversée aérienne en ballon libre Continent-Corse est effectuée par Louis Capazza (Bastia 1862 - Paris 1928) et Alphonse Fondère (1865-1930) avec le « Gabizos » ; après un parcours de plus de 300 kilomètres et 5 heures de vol, les deux hommes atterrissent à la marina de l'Alzelli le 14 novembre 1886 (deux mois avant cette aventure, les Bastiais avaient eu le privilège de voir le ballon gonflé sur la place Saint-Nicolas). Une stèle commémore cet évènement au col San Bastianu.

### Époque contemporaine
- 1954 - Le canton d'Ajaccio était formé avec les communes d'Afa, Ajaccio, Alata, Appietto, Bastelicaccia et Villanova.
- 1973 - Appietto passe du canton d'Ajaccio-4.
- 1975 - L'île est à nouveau divisée en deux départements, la Haute-Corse et la Corse-du-Sud.
- 1982 - Appietto fait partie du canton d'Ajaccio-7.

Dans les années 1980, un trésor monétaire du IIIe siècle est découvert dans le golfe de Lava. Il est estimé à 32 millions d'euros. L'ensemble, tout en or, est composé d'aurei et de donativum (ses multiples), de bijoux et d'un plat. Le naufrage du navire aurait eu lieu dans les années 270 de notre ère, à moins qu'il ne s'agisse de la cache d'un trésor, immergé par suite de la montée des eaux depuis l'Antiquité.

## Politique et administration

### Liste des maires
| Période                                  | Période  | Identité                  | Étiquette | Qualité           |
| ---------------------------------------- | -------- | ------------------------- | --------- | ----------------- |
|                                          | 1956     | Charles Caparelli         |           |                   |
| 1956                                     | 1983     | Martin Santini            |           |                   |
| 1983                                     | 2008     | Octave Colonna de Cinarca |           |                   |
| 2008                                     | En cours | François Faggianelli      | DVG       | Chef d'entreprise |
| Les données manquantes sont à compléter. |          |                           |           |                   |

## Démographie
L'évolution du nombre d'habitants est connue à travers les recensements de la population effectués dans la commune depuis 1800. Pour les communes de moins de 10 000 habitants, une enquête de recensement portant sur toute la population est réalisée tous les cinq ans, les populations de référence des années intermédiaires étant quant à elles estimées par interpolation ou extrapolation. Pour la commune, le premier recensement exhaustif entrant dans le cadre du nouveau dispositif a été réalisé en 2006.

En 2022, la commune comptait 1 751 habitants, en évolution de −3,74 % par rapport à 2016 (Corse-du-Sud : +7,61 %, France hors Mayotte : +2,11 %).
| 1800 | 1806 | 1821 | 1831 | 1836 | 1841 | 1846 | 1851 | 1856 |
| ---- | ---- | ---- | ---- | ---- | ---- | ---- | ---- | ---- |
| 433  | 473  | 432  | 513  | 530  | 557  | 614  | 610  | 684  |

| 1861 | 1866 | 1872 | 1876 | 1881 | 1886 | 1891 | 1896 | 1901 |
| ---- | ---- | ---- | ---- | ---- | ---- | ---- | ---- | ---- |
| 638  | 609  | 656  | 656  | 696  | 638  | 577  | 556  | 693  |

| 1906 | 1911 | 1921 | 1926 | 1931 | 1936 | 1946 | 1954 | 1962 |
| ---- | ---- | ---- | ---- | ---- | ---- | ---- | ---- | ---- |
| 681  | 648  | 532  | 502  | 426  | 507  | 472  | 391  | 322  |

| 1968 | 1975 | 1982 | 1990 | 1999  | 2006  | 2011  | 2016  | 2021  |
| ---- | ---- | ---- | ---- | ----- | ----- | ----- | ----- | ----- |
| 319  | 324  | 623  | 857  | 1 149 | 1 311 | 1 615 | 1 819 | 1 773 |

| 2022  | - | - | - | - | - | - | - | - |
| ----- | - | - | - | - | - | - | - | - |
| 1 751 | - | - | - | - | - | - | - | - |

## Culture locale et patrimoine

### Lieux et monuments

#### Patrimoine civil

##### Ciutulaghja
Le complexe funéraire mégalithique de Ciutulaghja (fin du IVe millénaire avant notre ère) est situé sur la commune d’Appietto. Au centre d’un cercle se dresse un dolmen constitué par l’assemblage de trois montants sur lesquels reposait une dalle de couverture, dont ne subsiste plus que des fragments dispersés sur le site.

##### Site du Mont Gozzi
Un castellu et sa chapelle castrale sont érigés au sommet du Mont Gozzi (708 m). Ce véritable nid d’aigle a été témoin des luttes féodales entre les seigneurs Cinarchesi et les seigneurs de Gozzi, alliés contre la communauté génoise d’Ajaccio. Pour asseoir durablement son pouvoir et briser la résistance des seigneurs feudataires, le « castellu de Gozzi » fut complètement détruit par l’Office de Saint-Georges (République de Gênes). Pareil sort fut réservé à beaucoup de forteresses de Corse.
Le site offre une vue exceptionnelle sur la vallée et les golfes.

##### Tour Pelusella
Cette tour littorale génoise de guet se trouve à la pointe nord-ouest du golfe de Lava. Son érection s'inscrit dans le cadre d’une politique de construction de tours, décidée dans la juridiction d’Ajaccio en 1573, après accord entre les populations de Cinarca, d’Appietto, de Coggia et les autorités génoises. L'objectif de ces édifications vise à répondre à la menace permanente d’attaques de corsaires basés en Afrique du Nord.
La tour de Pelusella ne sera pas construite avant 1582.

##### Tour d'Appietto
La tour génoise se situe au centre du hameau de Marchesacciu. Il s'agit d'une maison-tour, construction de plan carré (30 m2) construite au XVIe siècle en granit rose, à usage de défense et d’habitation pour le seigneur du village et de sa famille. Elle a en vue la tour de guet Pelusella précitée, dressée sur la pointe éponyme.

La particularité de cet édifice, qui devrait être prochainement classé à l'Inventaire général du patrimoine culturel, est de porter une inscription datée du 7 avril 1570. À cette époque, la Corse est particulièrement exposée aux raids barbaresques, ce qui a pu motiver la nécessité de cette construction.
La torra a subi de nombreux remaniements au fil des siècles, devenant une habitation. Elle est abandonnée dans les années 1950.

##### Monument aux morts
Installée en 2009, la stèle sculptée est l'œuvre de Noël Bonardi, artiste natif du village voisin d'Afa aujourd'hui décédé.

#### Patrimoine religieux

##### Chapelle Saint-Chirgu

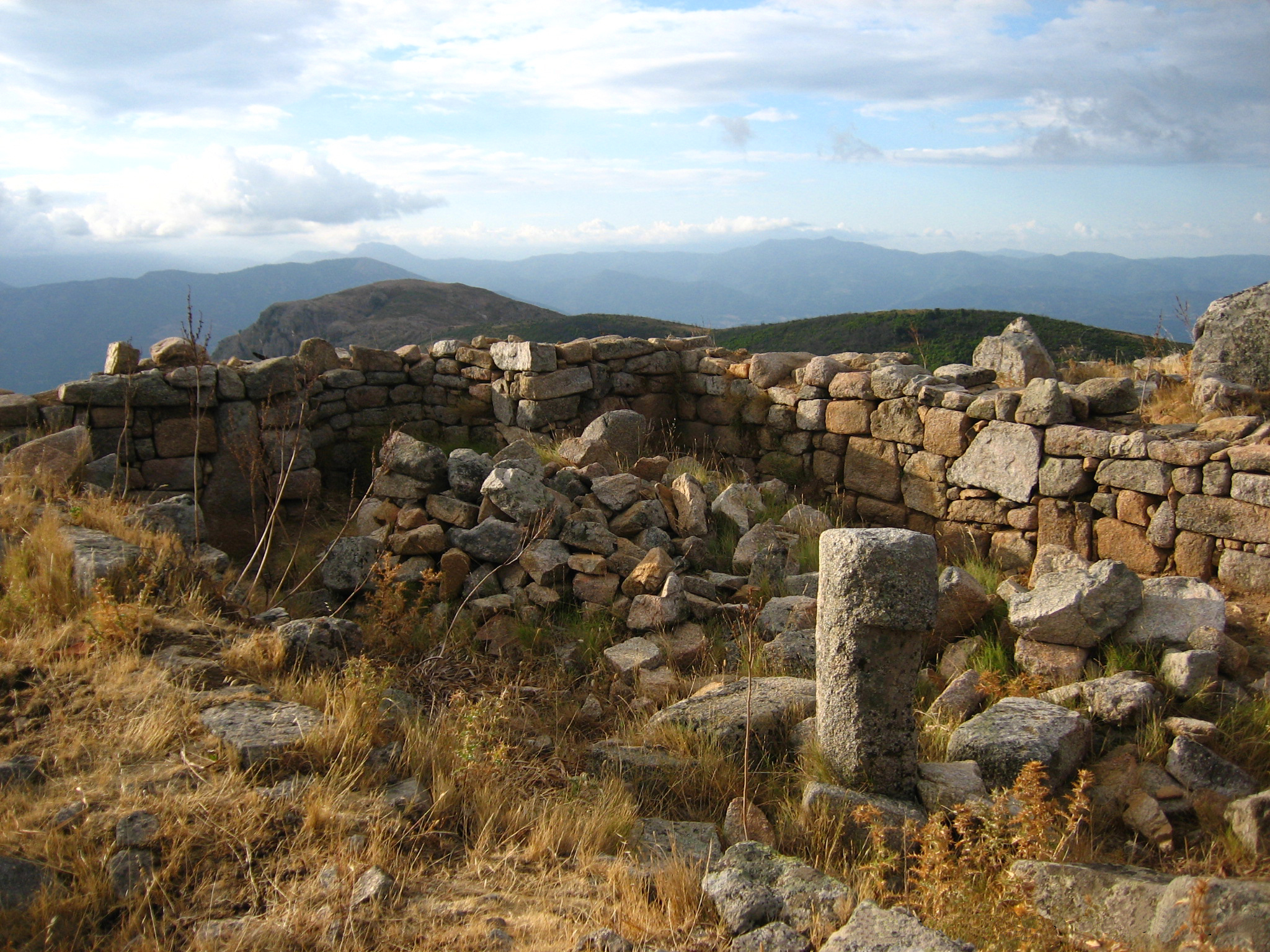
Ruines de l'église San Sistru.

Cette chapelle se situe au sud de Marchesaccio, au pied de la randonnée vers le Mont Gozzi.

##### Chapelle romane de San Sistru
Bâtie sur les hauteurs d'Appietto, la chapelle de San Sistru date probablement de la fin du XIVe siècle. Elle était l'église principale de la piève d'Apieto. De cette église piévane, d'architecture pisane ou « romane corse », petite au plan très simple orienté sur un axe est/ouest, l'abside à l'est, la façade principale avec son portail à l'ouest, il ne subsiste que des ruines. Elle honorait saint Cyr (dénommé aussi localement San Quilicu), dont le culte est répandu en Corse.
Elle a été délaissée après la construction en 1532 d'une nouvelle église dédiée à Santa Maria Assunta.

##### Église SantaMaria Assunta
L'église paroissiale possède une belle façade classique, selon la description qu'en fait en 1587 le visiteur apostolique Mgr Mascardi. Les proportions de l'édifice sont plus modestes qu’aujourd’hui qui n’a pas de campanile. De grands travaux, dans le cours des années 1860, lui donnent son aspect actuel, avec un campanile haut d’une trentaine de mètres. Le décor intérieur se distingue par des peintures murales en trompe-l'œil et grisaille d’une grande qualité plastique. Elles sont l’œuvre du peintre ukrainien Ivan Choupik (1898-1941) ; comme d’autres Russes, fuyant la révolution, il arrive en Corse en 1921 et décore de nombreux édifices cultuels : Appietto, Palneca, Ciamannacce, Pietranera.

### Patrimoine naturel
La commune est concernée par 3 zones naturelles d'intérêt écologique, faunistique et floristique de 2e génération :

#### Agrosystème d'Afa Appietto
La zone qui s'étend sur 329 ha des communes d'Afa, Appietto et Alata. Elle se compose d’étroits vallons, secs pour la plupart, connectés à deux ruisseaux à écoulement permanent : le Felicaja (captage sur le bassin versant) et le Cavallu Mortu et ses affluents (Calancone, Calzela, Stagnolu). Ce réseau de vallon est entrecoupé de petites crêtes boisées où le pin parasol côtoie le chêne vert et le chêne liège. Certains versants sont couverts d’un maquis dense à cistes.

#### Dune du golfe de Lava
La ZNIEFF s'étend sur 21 ha des communes d'Appietto et Alata. Localisée sur le lieu-dit « Tamaricciu », la zone est constituée par une dune littorale secondaire et un fourré de lentisque littoral en arrière de la plage. La dune est colonisée par une végétation éparse caractéristique de ce type de milieux en Méditerranée.

#### Punta Pelusella, Paraggiola, Scapentana-Tranpitatoju
La ZNIEFF s'étend sur 386 ha des communes d'Appietto et Calcatoggio. Elle se au nord du golfe de Lava. Le site constitue un espace remarquablement conservé et caractéristique de la côte méditerranéenne. Plusieurs habitats déterminants (mentionnés également dans l’annexe 1 de la directive habitats) y sont recensés.

#### Rocher des Gozzi et abords
La ZNIEFF s'étend sur 446 ha des communes d'Appietto, Afa et Sarrola-Carcopino. Elle se au nord du golfe de Lava. Le rocher des Gozzi est le premier mont granitique rencontré à partir d’Ajaccio vers l’intérieur des terres. Un cirque à l’ouest et une falaise convexe vers le sud forment le Rocher des Gozzi. Plus de 400 m de dénivelé séparent le plateau sommital du maquis.

### Personnalités liées à la commune
- Toussaint Gozzi (1919-1946), officier de la 2e DB, Compagnon de la Libération, né et inhumé à Appietto.
- Noël Gozzi (1886-1964), Juste parmi les nations[22]

### Fêtes et loisirs
- 15 juillet, Saint-Cyr (San Chirgu ou San Quilicu), fête patronale

## Pour approfondir